# Casenove
Casenove è una frazione montana (570 m s.l.m.) del Comune di Foligno (PG), che appartiene alla Circoscrizione 8 "Valle del Menotre".
Il paese si trova nell'alta valle del Menotre, circa 15 km ad E di Foligno, lungo la Strada statale 77 della Val di Chienti che, attraversando Colfiorito, giunge a Macerata e all'Adriatico, all'intersezione con la Strada statale 319 Sellanese che conduce in alta Valnerina. Secondo i dati del censimento Istat 2001, il paese è occupato da 136 abitanti.

## Storia
Il paese è citato nei documenti dello Jacobilli, che riporta con il toponimo di Colle Casore il gruppo di abitazioni che giacciono sul fianco sinistro della vallata. Sul lato opposto, invece, il toponimo che prende tuttora il nome di Spiazza. Almeno dal XV secolo, comunque, i due abitati sono considerati come un'unica entità: pur appartenendo a due parrocchie separate, entrambi ricadevano nelle pertinenze del Castello di Serrone.
Nei tempi antichi, i castelli della valle del Menotre dipendevano a loro volta dai monaci benedettini della potente abbazia di Sassovivo ed anche Casenove non costituiva eccezione.

## Economia e manifestazioni
Storicamente l'economia di tipo agro-silvo-pastorale della vallata non ha consentito un forte sviluppo dei paesi ivi collocati; solo a partire dal XX secolo, un moderato flusso turistico ha permesso un lieve miglioramento delle condizioni lavorative, anche se il pendolarismo verso Foligno rimane prevalente.
In passato, l'unica attività industriale degna di nota era costituita dalle gualchiere, le cartiere alimentate dalle acque del Menotre; almeno una di queste, forse appartenente alla famiglia Orfini, doveva trovarsi a Spiazza, assieme ad una piccola zecca che coniava monete per lo Stato Pontificio.
Il terremoto del 26 settembre 1997 ha criticizzato la situazione del paese, danneggiando la quasi totalità delle abitazioni e costringendo gli abitanti nei campi container, dei quali Casenove ne annoverava uno molto popoloso.
Attualmente, dopo la costruzione della galleria lungo la SS 77, è stato eliminato il traffico veicolare dall'abitato, migliorando sensibilmente la qualità della vita degli abitanti, costretti a convivere in passato con un pesante traffico a ridosso delle abitazioni.
Nel paese si festeggiano sant'Ansovino di Camerino, il 13 marzo, e la Processione del Ringraziamento, il 18 giugno.

## Monumenti e luoghi d'arte
- Castello di Serrone e chiesa di S. Maria, con una cripta da dove, secondo le leggende locali, sarebbe scaturita un'acqua miracolosa.